# Parallellism
Inom språkvetenskap är parallellism ett stilmedel som används för att betona någonting. Man uttrycker samma sak fast med andra ord. Det påminner lite om stegring men parallellismen har i modern litteratur och retorik i allmänhet ingen värdering i vilket uttryck som väger tyngst. I äldre tiders litteratur har parallellism observerats i litteratur från vitt skilda kulturer, till exempel Främre Orienten (bland annat i bibelns poetiska delar), finsk och rysk poesi.
Robert Lowth (1706–1787) var den som först observerade att den bibliska poesin inte byggde på versmått som den latinska och grekiska poesin utan på parallellism. I föreläsningar 1753 beskrev han hur en, två (ibland flera) ord eller andra språkelement parvis hörde samman i den hebreiska poesin. Han kallade detta för parallellismus membrorum, delarnas parallellism. Efter detta startade en diskussion om hur denna parvisa uppbyggnad skulle förstås.
Parallellismen kan nämligen se lite olika ut. Det kan handla om en grammatisk likhet med ord, ljud, konstruktioner eller grammatiska mönster som åstadkommer att något parvis hänger samman. Man talar då om grammatisk parallellism. Det kan också vara fråga om innehållsmässig likhet, så kallad semantisk parallellism, även kallad ”tankerim”.
Den moderna retoriska figuren parallellism har tillkommit på senare tid och hör inte till den klassiska retoriken. I grammatik är parallellitet en balans mellan två eller fler liknande ord, fraser eller satser. Tillämpningen av parallellism kan många gånger ge högre stilnivå till tal eller text, ge ökad klarhet eller göra en text mer läsbar.
Parallellism kan användas som ett samlingsnamn för upprepningar överlag, därmed uppfyller figuren en mängd olika funktioner. Figuren kan också användas som minnesstöd i olika sammanhang. Upprepningar i form av rim och allitterationer.
En liknande parallellism som Robert Lowth observerade i den hebreiska poesin har den ryske forskaren Roman Jakobson (1896–1982) beskrivit i finsk och rysk poesi. Han var pionjär i utforskandet av parallellism inom icke-biblisk poesi. Företeelsen parallellism har sedan studerats i folkdiktning runt om i världen.
Studiet av den bibliska poesins semantiska parallellism har varit omfattande. Många har försökt att precisera parallellismens innebörd. Någon samstämmighet i beskrivningen har ännu inte nåtts. Det rör sig om ett mycket komplext fenomen, då en diktare har stor frihet att variera sitt uttryckssätt inom vida ramar. Vad som är semantisk likhet kan också skilja sig i olika kulturer. 
Parallellismen kan ofta i samband med översättning från utdöda språk vara en hjälp för att förstå innebörden av ett ord eller ett uttryck i någon oklar del av ett poem. Parallellism kan då antyda något om det oklara ordets innebörd.

## Exempel
I sin enklaste form kan en parallellism se ut så här:
```
- Det var inte kul att höra - det var dåliga nyheter
- Det var kul att se dig - trevligt att du kom
```

En parallellism nära stegring kan studeras i många politiska tal.
När nästan samma sak sägs kallas den semantiska parallellismen även synonym parallellism: 
```
- ”De går under när Gud andas på dem / förintas av hans vredes fnysning” (
Job
 4:9)
```

Parallellismen kan ibland bestå av en rad som uttrycker en sak med en slående motsats i nästa rad. Detta brukar kallas antitetisk parallellism.
```
- ”Herren är med på de rättfärdigas väg / men de gudlösas väg leder till intet” (
Psaltaren
1:6). 
```

En vanlig form av parallellism i den bibliska poesin är att en tanke i första versdelen förs vidare i nästa versdel. Många talar då om syntetisk parallellism. Beteckningen syntetisk parallellism beskriver då att en tanke i en dikt eller en psalm förs vidare på ett mer intuitivt sätt än i en logisk framställning.
```
- ”Du hjälpte mig ut ur min moders liv / du lät mig vila trygg vid min moders bröst” (
Psaltaren
 22:10). 
```

Exempel på både grammatisk och semantisk parallellism:
```
”Herren är mitt ljus och min räddning ------ vem skulle jag frukta? 
 Herren är ett värn för mitt liv ------------- vem skulle jag bäva för?” (Psaltaren 27:1)
```

Den svenska översättningen från Bibel 2000 har behållit den hebreiska textens grammatiska struktur, syntaxen. I exemplet ovan avslutas båda raderna med en fråga inledd med ett frågeord (vem?). Detta är ett exempel på grammatisk parallellism. 
Citatet från Psaltaren 27:1 är också ett exempel på semantisk parallellism. Innebörden i orden ”Herren är mitt ljus och min räddning” får en precisering och förs vidare i nästa rad: ”Herren är ett värn för mitt liv”, det vill säga Herren är en tillflykt i livet. Här är det tanken att Gud är ”ljus och räddning” som förs vidare: Den semantiska parallellismen här är alltså en syntetisk parallellism.